# Macrophyllum macrophyllum
Macrophyllum macrophyllum је сисар из реда слепих мишева и породице Phyllostomidae. 

## Распрострањење
Врста има станиште у Аргентини, Белизеу, Боливији, Бразилу, Гвајани, Гватемали, Еквадору, Колумбији, Костарици, Мексику, Никарагви, Панами, Парагвају, Перуу, Салвадору, Суринаму, Француској Гвајани и Хондурасу.

## Станиште
Врста Macrophyllum macrophyllum има станиште на копну.

## Угроженост
Ова врста није угрожена, и наведена је као последња брига јер има широко распрострањење.

### Популациони тренд
Популациони тренд је за ову врсту непознат.